# 白沙镇 (桂平市)
白沙镇，是中华人民共和国广西壮族自治区贵港市桂平市下辖的一个乡镇级行政单位。

## 行政区划
白沙镇下辖以下地区：
白沙村、丰垌村、新龙村、满堂村、良美村、福田村、思建村、石贵村、新成村、水产村、马坪村、洋坡村、景乐村和景德村。